# Echiniscus montanus
Echiniscus montanus is een soort in de taxonomische indeling van de beerdiertjes (Tardigrada). 
Het diertje behoort tot het geslacht Echiniscus en behoort tot de familie Echiniscidae. De wetenschappelijke naam van de soort werd voor het eerst geldig gepubliceerd in 1982 door Iharos.